# Linia kolejowa nr 670
Linia kolejowa nr 670 – drugorzędna, jednotorowa, zelektryfikowana linia kolejowa łącząca posterunek odgałęźny Borowa Górka ze stacją Jaworzno Szczakowa.

## Degradacja linii
Ze względu na postępującą degradację linii konieczne było przeprowadzenie pilnego remontu. 8 września 2021 roku rozstrzygnięto przetarg na remont linii wraz z robotami towarzyszącymi w okręgu JSC stacji Jaworzno Szczakowa; roboty nawierzchniowe wykonało PNiUIK w Krakowie.